# Країна розбійників
Країна розбійників (англ. Land of the Outlaws) — вестерн 1944 року режисера Ламберта Гілльйєра .  Це одинадцята стрічка із серії фільмів про маршала "Неваду" Джека МакКензі. В фільмі знялись Джонні Мак Браун, Реймонд Гаттон, Нен Голлідей, Стівен Кіз, Г’ю Проссер та інші.

## У ролях
- Джонні Мак Браун — "Невада" Джек МакКензі
- Реймонд Хаттон — Сенді Гопкінс
- Нен Голлідей — Еллен
- Стівен Кіз — Френк Карсон
- Г'ю Проссер — Ед Гаммонд
- Чарльз Кінг — Барт Грін
- Том Квінн — Вік
- Стів Кларк — шериф
- Джон Мертон — Ден Бродерік
- Бен Корбетт — Кучерявий
- Арт Фаулер — Слім Картер
- Бад Вулф — Дрейк
- Джон Джадд — Джим Грант

## Зовнішні посилання
- Країна розбійників на сайті IMDb (англ.)